# スティーブン・リチャーズ (レーサー)

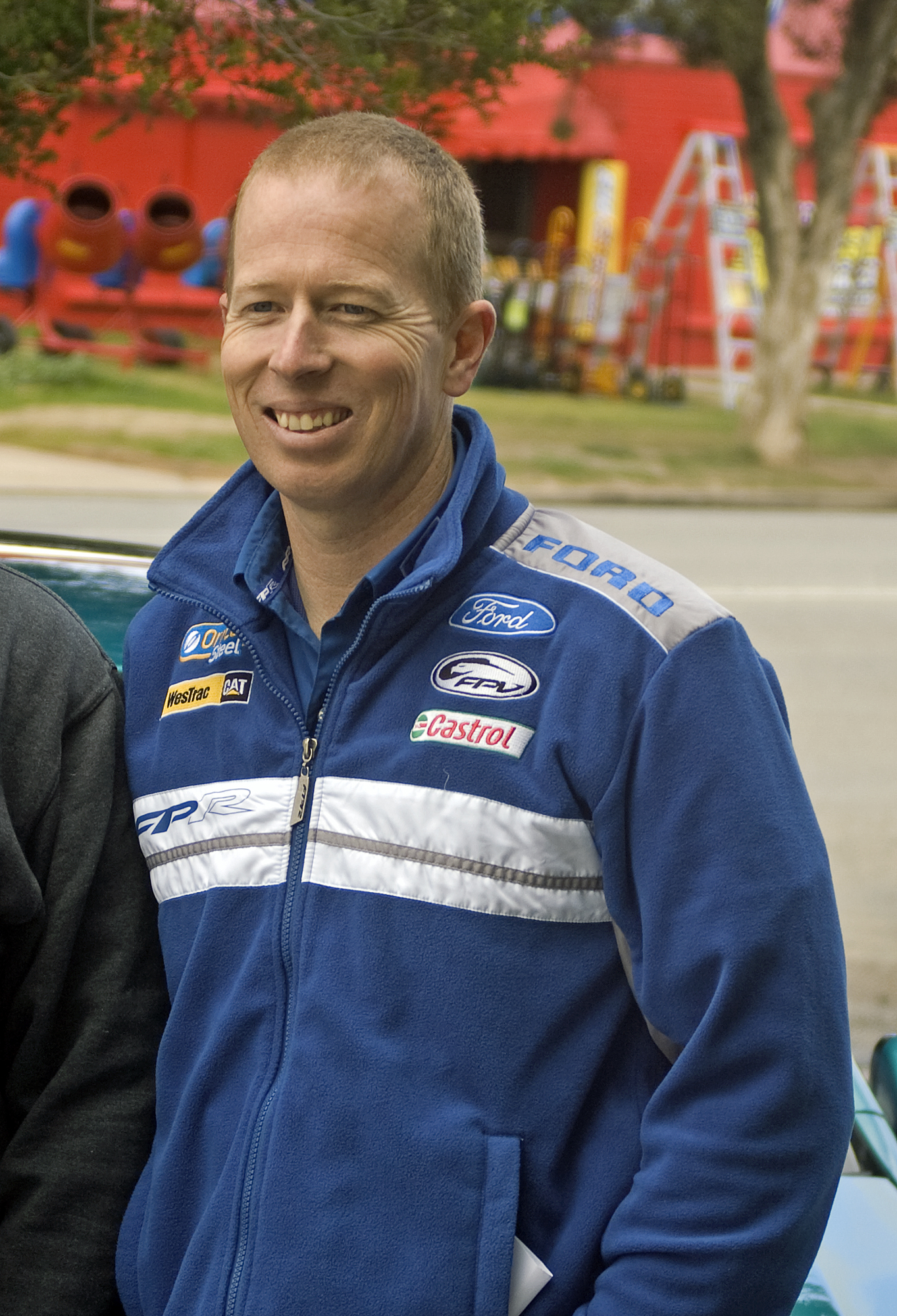
スティーブン・リチャーズ　2010年

スティーブン・ジェームス・リチャーズ（Steven James Richards, 1972年7月12日 - ）は、ニュージーランドのレーシングドライバーである。
オーストラリアのバサースト1000において5度の総合優勝を獲得している。
父のジム・リチャーズもバサースト1000において、7度の優勝経験を持つレーシングドライバーとして知られている。

## 経歴
1982年にレースデビューし、メカニックとして働きながら、1992年にフォーミュラ・フォードオーストラリアでシリーズ7位を獲得した。翌年は、オーストラリアのバサースト6時間レースに日産・パルサーで出場。クラス3位となった。
1994年にはフォーミュラ・フォードオーストラリアにおいて16戦中13勝を挙げ、初のタイトルを獲得した。1995年からは完全にツーリングカーレースに切り替えて、オーストラリアスーパーツーリングカー選手権に参戦。アルファロメオ・155をドライブしてシリーズ9位となる。また同年からオーストラリアにおいて開催されているツーリングカー耐久レース、バサースト1000に初参加。総合4位で完走した。この年コンビを組んだドライバーは、日本でも活躍したアンデルス・オロフソン。
1996年は、オーストラリアスーパーツーリングカー選手権に加え、オーストラリアツーリングカー選手権にも参戦した。翌年と1998年はバサーストはツーリングカー車両とスーパーツーリング車両でのレースと2回行われることとなったが、リチャーズはどちらにも参戦し、1997年のツーリングカーレースのバサーストで、父のジム・リチャーズと参戦し、総合2位。1998年には父ジムとリカルド・リデルに僅かに及ばなかったものの、マット・ニールと組んで、日産・プリメーラでスーパーツーリングのバサーストで再び2位を獲得。ツーリングカーのバサーストではこの年初の総合優勝を獲得した。
翌年はバサーストはツーリングカー車両でのレースのみに絞られ、この年リチャーズは2回目の総合優勝を獲得。2000年も総合3位を獲得した。またこの間にもオーストラリアツーリングカー選手権に引き続き参戦している。
その後もヴァージン・オーストラリア・スーパーカー・チャンピオンシップやオーストラリアのポルシェ・カレラカップに2019年現在も参戦。カレラカップのタイトルを2014に獲得した。バサースト1000においても毎年参戦。2013年、2015年、2018年に総合優勝を達成した他、バサースト24時間レースでも2002年に総合優勝を達成するなどオーストラリアのレースで引き続き活躍している。

## レース戦績

### オーストラリア・スーパーツーリング選手権
| 年     | チーム                               | 使用車両            | 1         | 2         | 3         | 4         | 5         | 6         | 7       | 8         | 9         | 10        | 11       | 12        | 13      | 14      | 15      | 16        | 順位 | ポイント |
| ------ | ------------------------------------ | ------------------- | --------- | --------- | --------- | --------- | --------- | --------- | ------- | --------- | --------- | --------- | -------- | --------- | ------- | ------- | ------- | --------- | ---- | -------- |
| 1995年 | ゲニー・ロージャス・モータースポーツ | アルファロメオ・155 | PHI 1     | PHI 2     | ORA 1 9   | ORA 2 7   | SYM 1 Ret | SYM 2 Ret | CAL 1 6 | CAL 2 Ret | MAL 1 Ret | MAL 2 Ret | LAK 1 4  | LAK 2 4   | WIN 1 7 | WIN 2 4 | EAS 1 4 | EAS 2 Ret | 9位  | 56       |
| 1996年 | ゲニー・ロージャス・モータースポーツ | ホンダ・アコード    | AMA 1 5   | AMA 2 5   | LAK 1 Ret | LAK 2 DNS | AMA 1 8   | AMA 2 8   | MAL 1 2 | MAL 2 Ret | WIN 1 9   | WIN 2 1   | PHI 1 6  | PHI 2 3   | LAK 1 9 | LAK 2 5 | ORA 1 4 | ORA 2 10  | 5位  | 79       |
| 1997年 | ゲニー・ロージャス・モータースポーツ | 日産・プリメーラ    | LAK 1 Ret | LAK 2 Ret | PHR 1 3   | PHR 2 6   | CAL 1 DSQ | CAL 2 6   | AMA 1 6 | AMA 2 7   | WIN 1 7   | WIN 2 5   | MAL 1 11 | MAL 2 Ret | LAK 1   | LAK 2   | AMA 1 8 | AMA 2 Ret | 7位  | 42       |